# Venus från Berekhat Ram

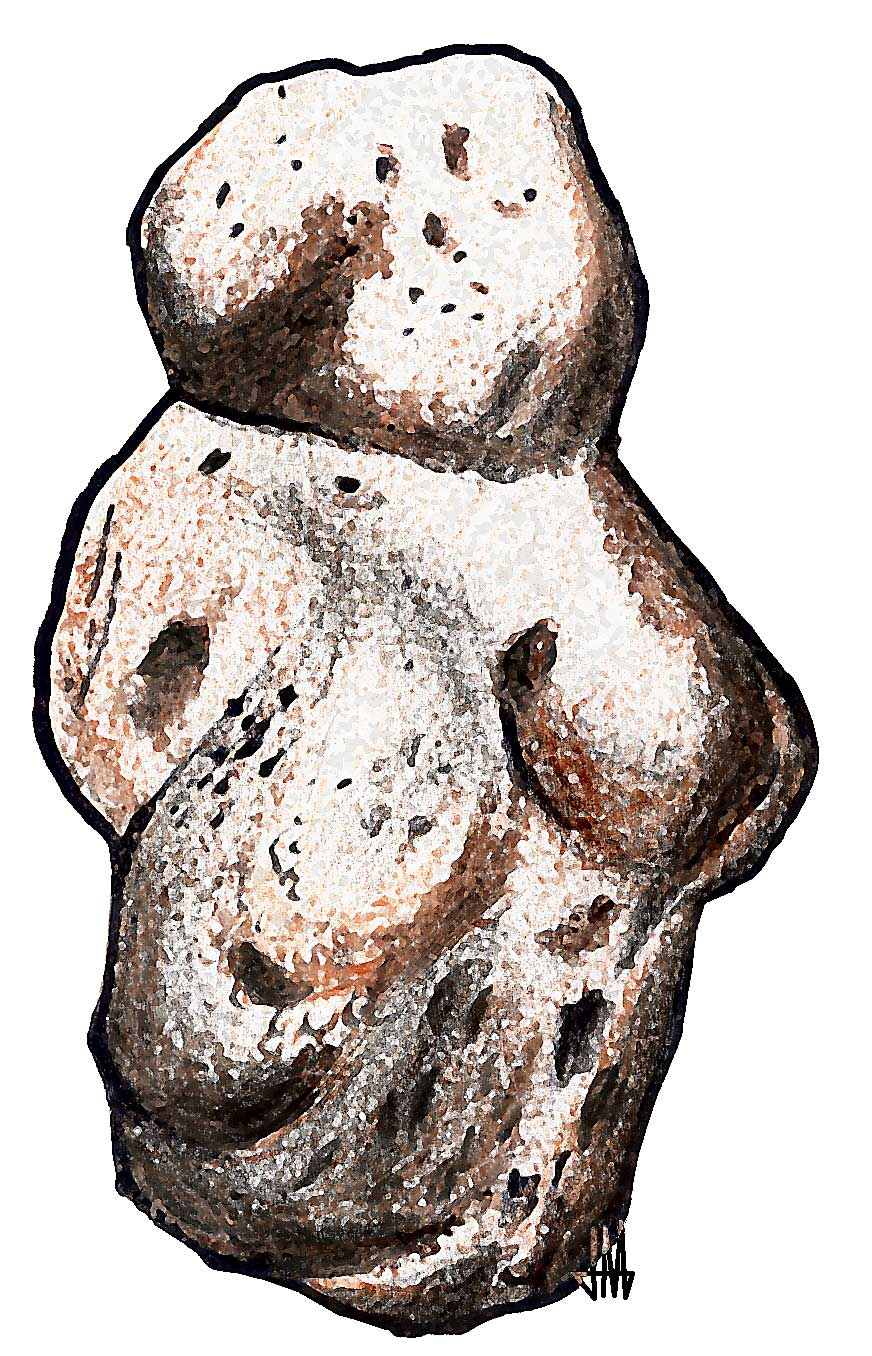
Teckning av Venus från Berekhat Ram

Venus of Berekhat Ram är ett stenföremål som återfunnits i Berekhat Ram på Golanhöjderna sommaren 1981 av den israeliska arkeologen N. Goren-Inbar.
Föremålet är 3,5 centimeter långt och av röd tuff. Det har påträffats mellan två lager aska och har daterats till minst 230 000 före Kristus. Goren-Inbar hävdar att det är en artefakt som gjorts av Homo erectus under senare acheuléenkulturen, under tidig mellanpaleolitikum. 
Det råder delade meningar i fackkretsar om stenföremålet har bearbetats eller ej, och om är fallet, om en sådan bearbetning har haft konstnärlig eller symbolisk avsikt. 